# Quiinoideae
Quiinoideae, potporodica drveća, grmova i lijana iz tropske Amerike, dio je porodice ohnovki.,  dio je reda malpigijolike.
Kao porodicu APG III sustav je ne priznaje nego je svrstava u porodicu Ochnaceae
Porodica Quiinaceae je opisana 1888., Choisy ex Engl..

## Rodovi
1. Froesia Pires
2. Lacunaria Ducke
3. Quiina Aubl.
4. Touroulia Aubl.

## Vanjske poveznice
- The Families of Angiosperms